# Martinj Vrh
Martinj Vrh (Duits: Martinsberg) is een plaats in Slovenië en maakt deel uit van de gemeente Železniki in de NUTS-3-regio Gorenjska. De plaats telde 245 inwoners op 1 januari 2020.

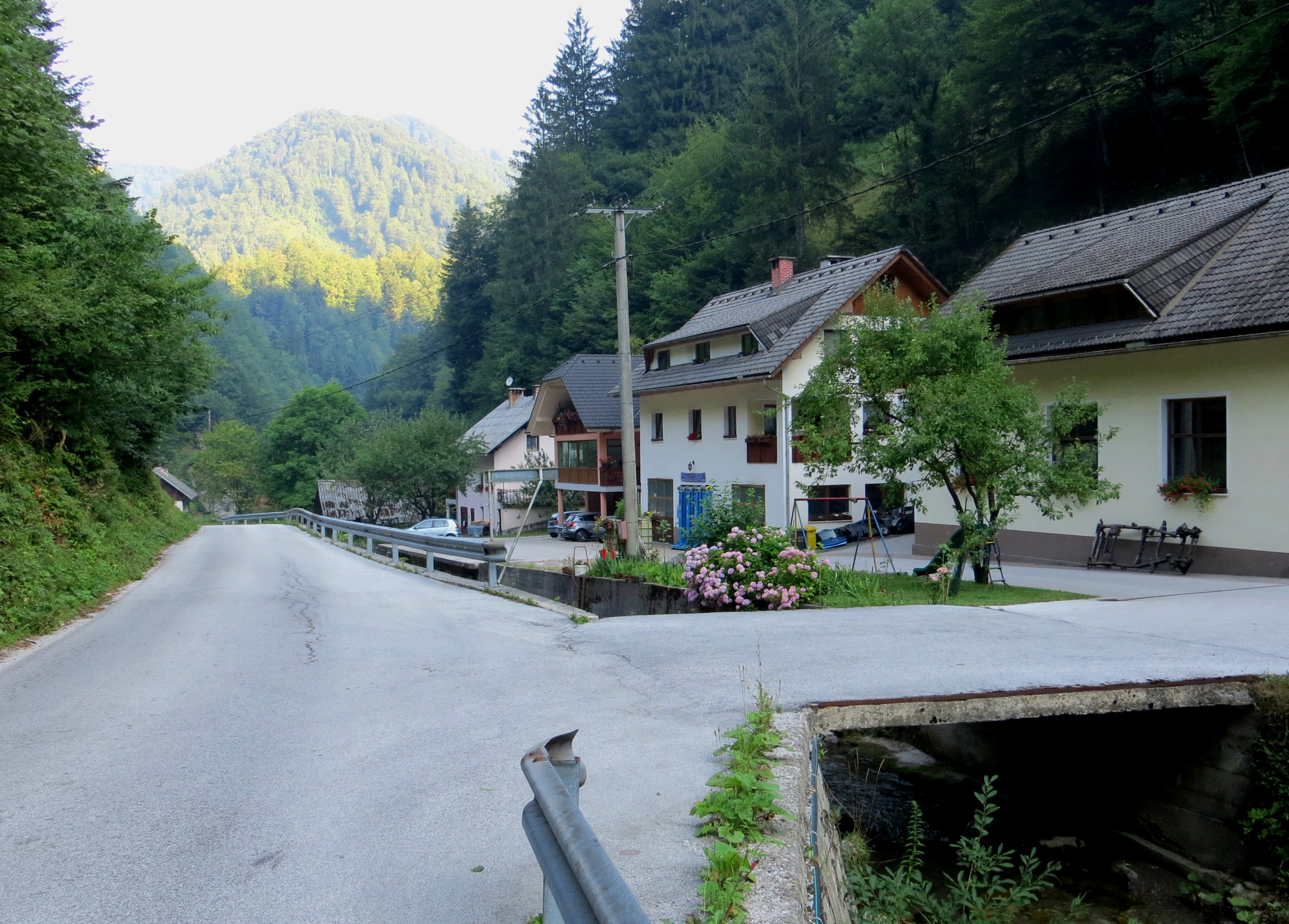
Dorpsaanzicht